# Фейса
Фейса (рум. Feisa) — село у повіті Алба в Румунії. Входить до складу комуни Жидвей.
Село розташоване на відстані 250 км на північний захід від Бухареста, 46 км на схід від Алба-Юлії, 74 км на південний схід від Клуж-Напоки, 129 км на північний захід від Брашова.

## Населення
За даними перепису населення 2002 року у селі проживала 931 особа, з них 927 осіб (99,6%) румунів. Рідною мовою 927 осіб (99,6%) назвали румунську.